# Джоселин Бракелондский

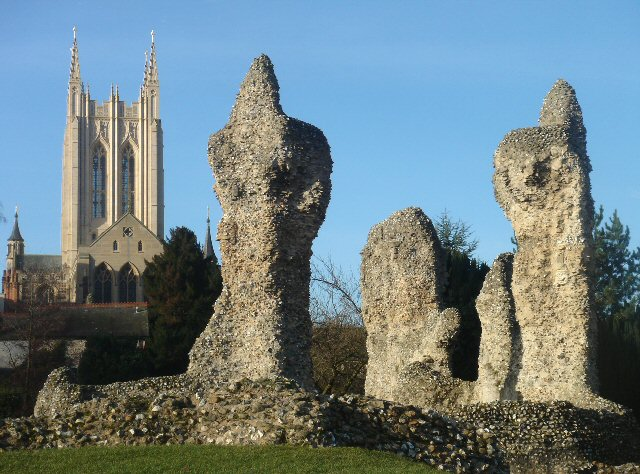
Руины аббатства Сент-Эдмундсбери, Суффолк, Англия, XI—XIV вв.

Джоселин Бракелондский, или Брэклондский, он же Жослен де Бракелонд (англ. Jocelyn de Brakelond, Jocelin de Brakelonde, лат. Iocelinus de Brakelonda, около 1155 — после 1210 или 24 апреля 1215) — английский хронист, монах-бенедиктинец из аббатства Сент-Эдмундсбери в Суффолке, автор латинской «Хроники деяний Самсона, настоятеля обители Святого Эдмунда» (лат. Chronica Jocelini de Brakelonda de Rebus Gestis Samsonis Abbatis Monasterii Sancti Edmundi).

## Биография
Являлся уроженцем Бери-Сент-Эдмундс, где в Средние века две улицы носили название Бракелонд. Судя по имени и особенностям употребляемой им церковной латыни, семья его имела нормандские корни. Не позже 1170 года, в возрасте 14 или 15 лет, он стал послушником в аббатстве Сент-Эдмундсбери, под началом Самсона из Тоттингтона, который сам принял там монашеский сан в 1166-м, четырьмя годами ранее, но уже курировал обучение новичков, а спустя несколько лет стал сначала подризничим, а затем библиотекарем.
Известный антикварий эпохи Тюдоров Джон Бейл в четвёртом издании своего «Каталога наиболее прославленных писателей Британии» (1559) ошибочно утверждал, что Джоселин учился в Кембридже, где университет возник лишь в конце его жизни (1209). Более вероятно, что он получил образование в Сент-Эдмундсбери, где в 1173 году, при настоятеле Хьюго (1157—1181), принял постриг, вступив в бенедиктинский орден.
В своей хронике он позже писал, что хотя аббат Хьюго был кротким и благочестивым, управлять общиной он не умел, находясь «под влиянием дурных советников», в результате чего монастырь пришёл в упадок, его владения были разорены, а братия не соблюдала предписаний устава. В 1181 году, отправившись в паломничество в Кентербери к гробнице Св. Томаса Бекета, одряхлевший Хьюго упал с лошади близ Рочестера и сломал ногу. Несмотря на все усилия врачей, он скончался вскоре по возвращении в монастырь, и место настоятеля оказалось вакантным. В феврале 1182 года монахи Сент-Эдмундсбери избрали новым аббатом завоевавшего себе к тому времени непререкаемый авторитет Самсона Тоттингтонского, который вполне оправдал ожидания братии. Судьба обители заметно изменилась при нём к лучшему, и Джоселин, в течение шести лет, с 1182 по 1188 год, служивший ему капелланом, подробно описывает все его полезные начинания.
Десять лет спустя Джоселин заведовал монастырской гостиницей в должности госпитиариуса (лат. hospitiarius), а затем отвечал за раздачу милостыни, в каковой должности (лат. elemosinarius) фигурирует в документах ещё в 1212 году. Записей о смерти его не сохранилось, ясно лишь, что он пережил своего покровителя Самсона Тоттингтонского (ум. 1211). Несомненно, он принимал участие в избрании преемника последнего Хьюго II (1215—1229), и в последний раз упоминается 24 апреля 1215 года, когда советовался с новым настоятелем по поводу монастырских земельных угодий.

## Сочинения
Хроника Джоселина Бракелондского была закончена им вскоре после 1202 года и испытала на себе сильное влияние агиографической традиции Сент-Эдмундсбери. Хронологически она охватывает время с 1173 года, событий мятежа сыновей Генриха II, в частности, сражения при Форнеме, до 1202 года, ознаменовавшегося конфликтом аббатства Св. Эдмунда с аббатством Св. Этельреды в Или (Кембриджшир) из-за рынка в Лейкенхите. Она даёт подробное представление о повседневной жизни, хозяйственных занятиях и религиозных практиках монашеской общины Англии конца XII столетия. Помимо традиционных рассказов о церковных праздниках, стихийных бедствиях, пожарах, знамениях и чудесах, в ней приводятся интересные бытовые подробности, вплоть до устройства уборных и водяных часов аббатства, сообщаются сведения о рационе и распорядке дня его насельников, а также детали избрания и утверждения новых настоятелей. Уникальность труда заключается и в обстоятельном описании политики монастырской администрации, которую в своё время считали чуть ли не образцовой.
Рассказывая о деятельности аббата Самсона (1182—1211), Джоселин говорит, что «пребывал с ним денно и нощно в течение шести лет». Восторженная картина, которую он рисует со своего настоятеля, на редкость интимна и откровенна. Прежде всего он повествует о юных годах аббата, якобы увидевшего Сент-Эдмундсбери во сне и уговорившего свою мать отдать его туда на обучение и пострижение. Получив образование в Париже и побывав в Риме, Самсон сызмальства отличался мудростью и красноречием, но отнюдь не ангельским характером, за что в годы настоятельства своего предшественника побывал даже в монастырской темнице. Однако безвременная кончина Хьюго I и внутренние неурядицы заставили избранную монастырским приором коллегию из двенадцати монахов 22 февраля 1182 года утвердить его кандидатуру у короля в Вальтхемском аббатстве в Эссексе.

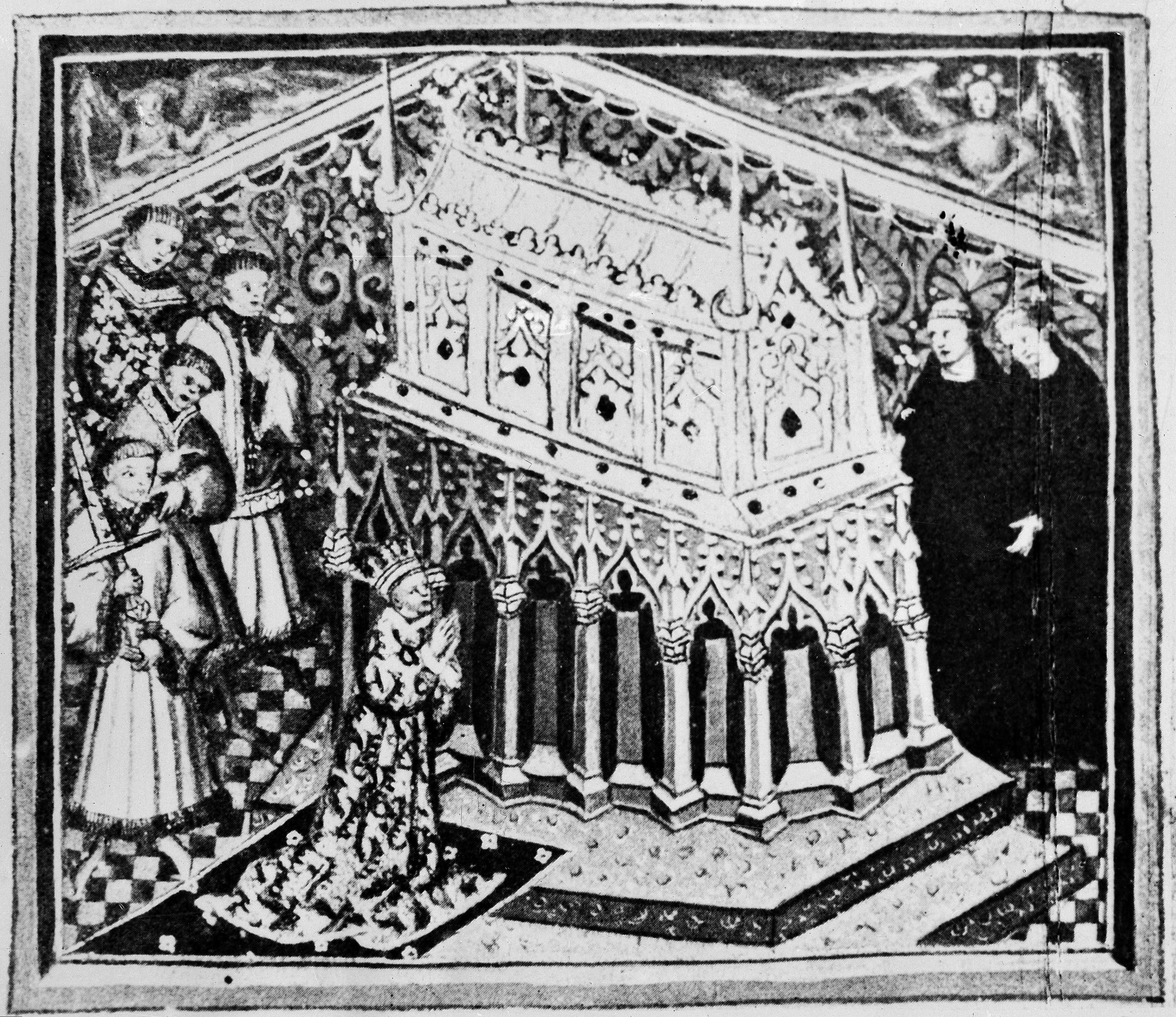
Молитва короля Генриха VI перед ракой Св. Эдмунда в соборе Сент-Эдмундсбери. Миниатюра рукописи «Житий Св. Эдмунда и Св. Фремунда» Джона Лидгейта (1434—1439)

В описанных хронистом выборах нового аббата Сент-Эдмундсбери известный британский историк и философ XIX века Томас Карлейль видит «в высшей степени важный общественный акт». По его утверждению, «героический народ избирает героев», а «избирательные приемы народа суть точный образ его избирательного таланта», в силу чего любой народ достоен избранного им лидера или вождя, становящегося для него примером для подражания.
Невзирая на то, что аббат Самсон не только не имел, по словам своего летописца, какого-либо опыта управления, но и ни разу не участвовал в заседании суда, ему удалось поправить дела обители, защитив от притязаний и освоив немало её земель, отстроив в ней больницу, школу и соборный алтарь, а также украсив раку Св. Эдмунда. В заслугу ему Джоселин ставит и поездки во Францию для переговоров с Ричардом Львиное Сердце по поводу условий военной службы как местного рыцарства, так и пэров королевства. В частности, настоятелю удалось повысить размер собиравшихся с каждого из 50 рыцарей монастыря «щитовых денег» с 29 пенсов до 3 шиллингов.
Обращает на себя внимание заметное равнодушие Джоселина к событиям внешнеполитическим, не говоря уже о столичных интригах. Интересы его сосредоточены на его родной обители, и о начале, к примеру, Третьего крестового похода (1189) он лишь упоминает, не забыв при этом под 1193 годом отметить, что когда король Ричард по возвращении из Святой земли попал в австрийский плен, аббат Самсон публично пообещал вызволить своего государя. При этом под 1198 годом он уже бесстрастно замечает, что хотя деньги для выкупа короля собирали по всей стране, Сент-Эдмундсбери оказалось одной из немногих обителей, уклонившихся от этого. Преемник Ричарда Иоанн Безземельный фигурирует в хронике лишь в сообщениях о визите его в аббатство в 1199 году накануне своей коронации и об избрании там в 1215 году настоятелем его ставленника Хьюго II.
Значительный интерес представляет рассказ Джоселина о судьбе англонормандского аристократа барона Генри де Эссекса (ум. 1170), попавшего в опалу при короле Генрихе II Плантагенете из-за трусости, проявленной в походе 1157 года в Уэльс. Несмотя на то, что история эта была при дворе забыта, претендовавший на земли барона Роберт де Монфор вызвал его в 1163 году на судебный поединок в Рединге (Беркшир), который тот проиграл. Раненого Генри оставили умирать на поле боя, но монахи соседнего аббатства Апостола Иоанна сумели выходить его, после чего король позволил опальному барону постричься в этой обители, конфисковав его земли. И ушедший от мира Генри скончался в 1170 году в Редингском аббатстве в молитве и покаянии.
Литературный стиль Джоселина доступен и прост, но язык не отличается изяществом и далёк от классической латыни. «Этот человек, — пишет о нём Карлейль, — терпелив, миролюбив, любвеобилен, радостен и открыт для любого общения. В нём мудрость простоты и бездна естественности, правдивость, что глубже всяких слов».
Джоселин охотно цитирует в своём труде классиков, в частности, Вергилия, Горация и Овидия, а также заимствует целые пассажи из «Исторических записок» (лат. Ymagines Historiarum) декана лондонского собора Св. Павла Радульфа де Дисето (1199). Помимо этой хроники, он, несомненно, использовал в качестве источников анналы Сент-Эдмундсбери и документы монастырского архива, опираясь также на собственные воспоминания.
Сочинение Джоселина Бракелондского было широко известно в Сент-Эдмундсбери в XIII—XIV столетиях, в частности, им пользовался местный монастырский летописец Джон из Такстера (ум. 1265), но впоследствии оно надолго было забыто.
Вышеназванный антикварий XVI века Роберт Бейл также ошибочно приписывал Джоселину трактат о избрании в 1215 году аббата Хьюго Нортволдского «De Electione Hugonis Abbatis», сохранившийся той же рукописи, что и текст хроники. По словам самого Джоселина, перу его принадлежало агиографическое сочинение о чудесах Св. Роберта — отрока, якобы умерщвлённого, подобно Вильяму Норвичскому, в 1181 году в Бери местными евреями, но до наших дней оно не дошло.

## Рукопись и издания
Хроника Джоселина Бракелондского не дошла до нас в оригинале; единственный содержащий её текст манускрипт из собрания Харли Британской библиотеки (Harleian MS 1005) датируется XIII веком и традиционно называется «Белой книгой из Бери-Сент-Эдмундс» (лат. Liber albus from Bury St Edmunds). Латинский оригинал хроники впервые опубликовал в 1840 году в Лондоне для «Кемденовского общества» историк и антикварий Джон Гейдж Роквуд, а в 1844-м писатель и правовед Томас Эдлин Томлинс выпустил её первый английский перевод под заголовком «Монашеская и общественная жизнь в XII столетии по хронике Джоселина Бракелондского» (англ. Monastic and Social Life in the Twelfth century, as exemplified in the Chronicle of Jocelin of Brakelond). Именно этот перевод использовал вышеназванный Томас Карлейль в своём историко-философском эссе «Прошлое и настоящее» (англ. Past and present, 1843), где он противопоставил средневековую европейскую культуру новой викторианской, приводя в качестве примера деятельность аббата Самсона Тоттингтонского.
В 1890 году филолог Томас Арнольд (Младший) выпустил оригинальное издание хроники в первом томе собрания «Memorials of St. Edmund's Abbey», опубликованного в академической Rolls Series. Новый комментированный английский перевод хроники, выполненный  Лайонелом Сесилом Джейном, вышел в 1903 году в Лондоне под редакцией известного историка-фольклориста Эрнеста Кларка и в 1907 году там же был переиздан с предисловием церковного историка аббата Фрэнсиса Гаскея. Заново отредактированный перевод с обстоятельным предисловием профессора средневековой истории Лондонского университета Дайаны Гринуэй и научными комментариями медиевиста Джейн Элеонор Сэйерс увидел свет в 1998 году в Оксфорде, и там же в 2009-м был переиздан.

## Публикации
- Chronica Jocelini de Brakelonda, de rebus gestis Samsonis abbatis monasterii Sancti Edmundi. Nunc primu typis mandata curante Johanne Gage Rokewode. — Londini: Sumptibus Societatis Camdenensis, 1840. — xi, 171 p. — (Camden Society old series).
- Memorials of St. Edmund's Abbey, edited by Thomas Arnold. — Volume I. — London: Printed for H. M. Stationery Office by Eyre and Spottiswoode, 1890. — pp. 209–336. — (Rerum Britannicarum Medii Aevi Scriptores).
- The Chronicle of Jocelin Brakelond: A Picture of Monastic Life in the Days of Abbott Samson, newly edited by Sir Ernest Clarke. — London: Alexander Moring, The De La More Press, 1903. — xliii, 285 p. — (The King's Classics).
- The Chronicle of Jocelin of Brakelond, monk of St. Edmundsbury: A Picture of Monastic and Social Life on the XII'th Century. Translated and edited by Lionel Cecil Jane. — London: Chatto and Windus, 1907. — xxxvi, 255 p. — (The King's Classics).
- Jocelyn de Brakelond. Chronicle of the Abbey of Bury St. Edmunds. Translated with an introduction and notes by Diana Greenway and Jane Eleanor Sayers. — Oxford; New York: Oxford University Press, 1998. — xxix, 152 p. — (Oxford World Classics).